# Đặng Hoàng Đa
Đặng Hoàng Đa (sinh 1965 tại xã Hòa Tú 1, huyện Mỹ Xuyên, tỉnh Sóc Trăng) là một Thiếu tướng Công an nhân dân Việt Nam. Ông hiện là Phó Cục trưởng Cục Hậu cần, nguyên Giám đốc Công an tỉnh Sóc Trăng.
Ngày 13 tháng 7 năm 2017, Đặng Hoàng Đa được phong quân hàm Thiếu tướng Công an nhân dân Việt Nam.

## Bê bối
Theo báo Người lao động, đầu tháng 8 năm 2019, Công an tỉnh Sóc Trăng có báo cáo số 106 về việc nợ ngân sách nhà nước do việc quản lý quỹ sản xuất tại Công an tỉnh Sóc Trăng không đúng quy định, tổng thu 38 tỉ đồng nhưng tổng chi 46 tỉ đồng. Sau điều tra của Bộ Công an, hai cán bộ công an tỉnh Sóc Trăng, một người nguyên là Trưởng phòng Hậu cần Công an tỉnh Sóc Trăng, một người là Thiếu tướng Đặng Hoàng Đa, nguyên Giám đốc Công an tỉnh Sóc Trăng đã đền bù thiệt hại.
Sau các cuộc họp từ ngày 11-14/5/2021, UB Kiểm tra Trung ương quyết định thi hành kỷ luật cảnh cáo với tướng Đặng Hoàng Đa vì vi phạm các quy định của Đảng, Nhà nước và ngành Công an trong quản lý, sử dụng tài chính và công tác cán bộ của đơn vị.